# 稻荷町停留場
稻荷町停留場（日语：／ Inari-machi teiryūjō */?），又稱稻荷町電車站，是位於廣島縣廣島市南區稻荷町和的場町一丁目，廣島電鐵本線的電車站。車站編號為M02。

## 背景
此電車站是在1912年11月，本線廣島站前至紙屋町之間開通時同日啟用。但是，當時電車站的位置是現時的電車站以西100米處，靠近京橋川路軌專用橋（當時）的東邊。當時也開設了金屋町停留場（日语：／），該金屋町停留場位置是現時稻荷町停留場的位置。後來，金屋町停留場在戰時的1942年被廢站。
在1945年8月6日，廣島市被投下原子彈，廣島電鐵市內線受到損毀而暫停服務。隨後，包括此電車站在內的本線廣島站前至山口町之間於同年10月重開。隨著廣島市重建及發展，1950年，上述提及的路軌專用橋被道路和路軌共用的稻荷大橋取代。而當時稻荷町停留場遷移至現時位置，即是前金屋町停留場所在的位置。
2025年8月3日，連接本站與廣島站的新路線「站前大橋線」通車，自此由西端的列車可以利用新路線直達JR廣島站二樓的新月台，也使本站取代了的場町，成為了本線與比治山下方向的皆實線分支點。

## 電車站構造
當站前大橋線未通車時，本站只設有2個月台，下行月台位於曙通（あけぼの通り）；上行月台位於相生通（相生通り），兩站相距約100米，所有由廣島站起訖的列車也會停靠，但當站前大通線開始興建時，位於相生通的月台開始進行改建，而位於站前通的2個新月台也在興建。原來的月台長28米，除了近出入口處有設有一個短小的有蓋候車亭外，其餘皆為露天部份，而靠向車路一邊也加高了水泥和設置圍欄。出入口設於最前方，採用無障礙斜道，新月台和經改裝後的相生通月台，長度均增至超過40米，其樣式與新建成的松川町停留場一樣，為全上蓋及改用玻璃背板，月台中央亦改用2塊LED顯示屏來顯示班次。因應新月台的投入，本站也與廣島站和松川町站一樣，採用英文字母命名月台的方式處理。

### 月台配置
自從站前大通線通車後，本站成為了本線和皆實線的實際分歧點。
| 月台 | 路線                                           | 上下行                                  | 方向                                                                           | 備註                                   | 備註                                   |
| ---- | ---------------------------------------------- | --------------------------------------- | ------------------------------------------------------------------------------ | -------------------------------------- | -------------------------------------- |
| A    | 、（日後 L 循環線）                            | 上行                                    | 廣島站方向                                                                     | 位於相生通                             | 位於相生通                             |
| B    |                                                | 下行                                    | 經紙屋町東往日赤醫院前、廣電前（加班車和出入庫的電車）、宇品二丁目、廣島港方向 | 位於站前通                             | 包含                                   |
| B    | 廣電西廣島（己斐）、廣電廿日市、廣電宮島口方向 | 下行                                    |                                                                                | 位於站前通                             |                                        |
| B    | 經皆實線往宇品二丁目、廣島港方向               | 下行                                    |                                                                                | 位於站前通                             |                                        |
| B    | 江波方向                                       | 下行                                    |                                                                                | 位於站前通                             |                                        |
| (C)  | （暫時停用至 L 循環線開始投入服務為止）        | （暫時停用至 L 循環線開始投入服務為止） | （暫時停用至 L 循環線開始投入服務為止）                                        | 位於曙通                               | 位於曙通                               |
| D    |                                                | 上行                                    | 廣島站方向                                                                     | 位於站前通 與松川町上行月台只有120米。 | 位於站前通 與松川町上行月台只有120米。 |

註：C月台暫未進行翻新，其月台名稱乃按推斷而得出。

## 歷史
- 1912年11月23日：本線廣島站前至紙屋町之間開通，此站啟用[3]。當時電車站位於現時電車站位置西邊。同時，於現時的位置開設了金屋町停留場[6]。
- 1942年5月：金屋町停留場廢止[3]。
- 1945年：

- 8月6日：廣島市被投下原子彈，車站暫停營業。
- 10月11日：本線銀山町停留場至廣島站前之間重開，本線全線重開。

- 1950年起：電車站遷移至現地[6]。
- 2025年8月3日：為皆實線專用、位於站前通上的新月台、以及改經站前大橋線後而新興建的下行月台啟用、原上行月台亦進了翻新工程。原來舊本線上的下行月台則封閉，待環狀線通車後才重開。另外實驗性質開設早上兩班1系統快速列車，至12月31日為止[10]。

## 使用狀況
根據廣島電鐵上繳國土交通省有關「實施移動等圓滑化相關事宜」（移動等円滑化に関する取り組み）報告中，本站的使用人數如下：
| 乘降人員推算 | 乘降人員推算    | 乘降人員推算    | 乘降人員推算   |
| 年度         | 1日平均乘降人次 | 1日平均乘降人次 | 出處           |
| 年度         | 本線            | 皆實線          | 出處           |
| ------------ | --------------- | --------------- | -------------- |
| 2021         | 1,473           | 未開通          | [ 廣電統計 1 ] |
| 2022         | 1,614           | 未開通          | [ 廣電統計 2 ] |
| 2023         | 1,747           | 未開通          | [ 廣電統計 3 ] |
| 2024         | 1,718           | 未開通          | [ 廣電統計 4 ] |

## 電車站周邊
電車站位於稻荷町路口。在電車站西北方設有稻生神社。在此電車站與鄰站銀山町停留場之間設有京橋川，本線路軌會跨越稻荷大橋。

## 相鄰電車站
廣島電鐵
■本線
 快速班次（每朝單向下行兩班，試驗至2025年12月31日）
廣島（M01）→稻荷町（M02）→八丁堀（M05）
（其他）、
廣島（M01）－稻荷町（M02）－銀山町（M03）
■本線直通皆實線

廣島（M01）－稻荷町（M02）－松川町（H01）

### 附注
1. ↑  實際，本線紙屋町至櫓下之間已經竣工，但是由於發生一些問題，使開通區間只限廣島站前與紙屋町之間，該紙屋町至櫓下之間區間於2週間後才開通[1][2]。

### 統計資料
1. ↑  2021年度 移動等円滑化取組報告書（軌道停留場），第3頁。
2. ↑  2022年度 移動等円滑化取組報告書（軌道停留場） （页面存档备份，存于），第3頁。
3. ↑  2023年度 移動等円滑化取組報告書（軌道停留場），第3頁。
4. ↑  2024年度 移動等円滑化取組報告書（軌道停留場），第3頁。

## 外部連結
- 廣島電鐵稻荷町站（页面存档备份，存于）（日語）